# Poiana Blenchii
Poiana Blenchii là một xã thuộc hạt Sălaj, România. Dân số thời điểm năm 2002 là 1340 người.